# Sharp-Gletscher
Der Sharp-Gletscher ist ein Gletscher an der Loubet-Küste des Grahamlands auf der Antarktischen Halbinsel. Er fließt in nördlicher Richtung zum Lallemand-Fjord, den er östlich der Boyle Mountains an der Basis der Arrowsmith-Halbinsel erreicht.
Der Falkland Islands Dependencies Survey kartierte das Gebiet von 1948 bis 1959 anhand von Vermessungsarbeiten und mithilfe von Luftaufnahmen. Das UK Antarctic Place-Names Committee benannte ihn 1960 nach dem US-amerikanischen Geologen Robert Phillip Sharp (1911–2004), der zahlreiche Studien zu Gletschern und deren Fließverhalten unternahm.